# 55 (фильм)
«55» — документальный фильм Никиты Михалкова о президентстве Владимира Путина. Фильм был приурочен и показан к 55-летию Путина и является, по сути, поздравлением последнего с днём рождения. Продолжительность фильма — 20 минут.

## Краткое содержание
Фильм состоит из нескольких смысловых частей.
1. Вводное слово автора.
2. Рассказ («лёгкая экскурсия», по словам Михалкова) о сложной ситуации 1990-х годов и о том состоянии, в котором находилась Россия к моменту начала правления В. В. Путина.
3. Основная часть, посвящённая президентству В. В. Путина и тем результатам, которых он достиг на своём посту.
4. Заключительное слово автора, с поздравлением Владимира Путина с юбилейным 55-м днем рождения.

В фильме звучит музыка Эдуарда Артемьева из ранних картин Михалкова, в том числе из фильма «Свой среди чужих, чужой среди своих».
Фильм был показан на канале «Россия» в рамках программы «Вести недели» от 7 октября 2007 года (в день рождения Владимира Путина).

## Критика
- Журналистка Зоя Светова подвергла жёсткой критике фильм «55», назвав его «фильм-агитка» и «откровенной халтурой, смонтированной на скорую руку, и отвращающим своей лживостью и лизоблюдством»[2].
- Леонид Парфёнов о фильме[3]:

В стихах получилось бы ещё короче, тем более что они давно написаны, надо только чуть подправить: 
 Сквозь грозы сияло нам солнце свободы, 
 И Путин великий нам путь озарил. 
Четвёртая михалковская версия Государственного гимна впервые прозвучала в эфире в авторском исполнении.

- Елена Ямпольская, редактор отдела культуры газеты «Известия»[4]:

Прочувствованность текста и увлажнённый глаз объясняются, на мой взгляд, очень просто. Надо понять — всего-навсего, что Михалков снимал фильм не только о Путине. И произнося текст: «Прав ты или не прав, виноват ты или не виноват, на тебя смотрят как на человека, который должен отвечать за всё», имел в виду не исключительно президента России — в том числе по фамилии Путин, не только правителя государства Российского, но и себя — в какой-то степени.